# George Caron
Pour les articles homonymes, voir Caron.
George Caron (1823-1902) est un homme politique canadien. 

## Biographie
Né le 4 mars 1823 à Rivière-du-Loup, il s'établit comme négociant et homme d'affaires à Saint-Léon-le-Grand. Il y devient juge de paix et lieutenant-colonel de milice. 
Il représente le district de Maskinongé comme député conservateur à l'Assemblée législative de la province du Canada de 1858 à 1863, puis est membre de la Chambre des communes du Canada de 1867 à 1872 pour Maskinongé..
George Caron meurt le 14 mai 1902 à Saint-Léon-le-Grand à l'âge de 79 ans. Son fils Hector Caron est député provincial de Maskinongé.